# Tiro ai Giochi della XXIX Olimpiade - Pistola 10 metri aria compressa maschile

## Risultati
| Pos. | Paese          | Atleta                | Qualificazione | 1    | 2    | 3    | 4    | 5    | 6    | 7    | 8    | 8    | 10   | Totale |
| ---- | -------------- | --------------------- | -------------- | ---- | ---- | ---- | ---- | ---- | ---- | ---- | ---- | ---- | ---- | ------ |
| 1    | Cina           | Pang Wei              | 586            | 9.3  | 10.3 | 10.5 | 10.3 | 10.4 | 10.3 | 10.7 | 10.4 | 10.7 | 9.3  | 688.2  |
| 2    | Corea del Sud  | Jin Jong Oh           | 584            | 9.5  | 9.9  | 10.6 | 10.3 | 9.4  | 10.2 | 10.1 | 10.8 | 9.9  | 9.8  | 684.5  |
| 3    | Corea del Nord | Kim Jong Su           | 584            | 9.2  | 10.2 | 10.5 | 9.9  | 10.3 | 9.5  | 10.2 | 8.9  | 10.3 | 10.0 | 683.0  |
| 4    | Stati Uniti    | Jason Turner          | 583            | 8.8  | 10.4 | 10.6 | 10.1 | 10.5 | 9.5  | 9.7  | 10.8 | 8.9  | 9.7  | 682.0  |
| 5    | Stati Uniti    | Brian Beaman          | 581            | 10.0 | 10.3 | 10.3 | 10.0 | 10.4 | 9.1  | 10.0 | 10.1 | 10.4 | 10.4 | 682.0  |
| 6    | Russia         | Leonid Ekimov         | 582            | 10.2 | 10.3 | 8.7  | 9.8  | 10.4 | 9.5  | 9.2  | 10.0 | 10.6 | 9.8  | 680.5  |
| 7    | Francia        | Walter Lapeyre        | 581            | 9.7  | 10.3 | 9.4  | 10.7 | 9.4  | 10.3 | 9.6  | 9.2  | 10.4 | 10.3 | 680.3  |
| 8    | Thailandia     | Jakkrit Panichpatikum | 581            | 9.9  | 9.6  | 9.2  | 9.8  | 9.7  | 10.3 | 10.4 | 9.1  | 10.8 | 9.2  | 679.0  |